# Мухамадиев, Хамза Мурсалиевич
Хамза Нурсалимович (Мусалимович) Мухамадиев (20 декабря 1906 года (2 января 1907), с. Таргын, Казахстан — 8 сентября 1977 года, Новосибирск) — помощник командира взвода 205-го гвардейского стрелкового полка 70-й гвардейской стрелковой дивизии 13-й армии Центрального фронта. Гвардии старшина. Герой Советского Союза.

## Биография
Родился в семье служащего. Татарин. Член ВКП(б)/КПСС с 1944 года. Образование начальное. Работал в Кемеровской области.
В Красной Армии в 1928-29 годах и с 1941 года. В действующей армии с мая 1943 года.
Помощник командира взвода 205-го гвардейского стрелкового полка кандидат в члены ВКП гвардии старший сержант Хамза Мухамадиев заменил погибшего командира взвода, и в боях с 6 по 15 июля 1943 года у села Самодуровка Курской области лично поджёг восемь танков противника.
Указом Президиума Верховного Совета СССР от 27 августа 1943 года за образцовое выполнение боевых заданий командования и проявленные при этом геройство и мужество гвардии старшему сержанту Мухамадиеву Хамзе Мурсалиевичу присвоено звание Героя Советского Союза с вручением ордена Ленина и медали «Золотая Звезда».
В 1945 году старшина Х. М. Мухамадиев демобилизован. Работал забойщиком в городе Прокопьевск Кемеровской области. Жил в городе Новосибирске.
Похоронен на 72-м квартале Заельцовского кладбища Новосибирска.
Награждён орденами Ленина, Отечественной войны 1-й степени (06.04.1985), медалями, в том числе медалью «За отвагу» (01.11.1943).

## Память
В Новосибирске на доме № 5 по Вокзальной магистрали, где с 1968 по 1990 год жил Хамза Мухамадиев, установлена мемориальная доска.